# تپه هارینه
تپه هارینه در شهرستان نهاوند، بخش مرکزی، دهستان گاماسیاب، ۷۰۰ متری از ضلع شمالی روستای باباقاسم واقع شده و این اثر در تاریخ ۲۵ آبان ۱۳۸۷ با شمارهٔ ثبت ۲۳۷۳۷ به‌عنوان یکی از آثار ملی ایران به ثبت رسیده‌است.